# كين تايلور (كاتب)
كين تايلور (بالإنجليزية: Ken Taylor)‏ هو كاتب سيناريو أمريكي، ولد في 2 سبتمبر 1963 في سان خوسيه في الولايات المتحدة.

## وصلات خارجية
- كين تايلور على موقع مرجع كرة القدم المحترفة.كوم (الإنجليزية)